# Tadeusz Minc
Tadeusz Minc (ur. 4 lutego 1924 w Łodzi, zm. 28 lutego 1992 w Warszawie) – polski aktor i reżyser teatralny, kierownik artystyczny teatrów.

## Życiorys
Minc, wg informacji od rodziny, urodził się 31 stycznia 1924, niemniej znaczna część materiałów biograficznych wskazuje, że urodził się 4 lutego 1924.
Podczas II wojny światowej osadzony w getcie łódzkim. W 1944 został wywieziony do obozów Auschwitz-Birkenau, później do Groß-Rosen.
Po wyzwoleniu powrócił do Łodzi, gdzie podjął studia na Wydziale Mechanicznym Politechniki Łódzkiej, lecz szybko je przerwał na rzecz nauki na Wydziale Aktorskim PWST w Warszawie z siedzibą w Łodzi, gdzie studiował w latach 1946–1949. Na scenie zadebiutował jako Władek w Omyłce w Teatrze Powszechnym w Łodzi.
Minc był członkiem Grupy Młodych Aktorów – uczniów Leona Schillera, którym przewodzili Kazimierz Dejmek i Janusz Warmiński, i wraz z którymi został współtwórcą Teatru Nowego w Łodzi w 1949. W teatrze tym występował do 1967. Od 1962 zaangażował się w pracę reżyserską – w tej roli zadebiutował w Zaczarowanej gospodzie Władysława Smólskiego. W latach 1967–1969 rezygnując z aktorstwa pracował jako kierownik artystyczny i reżyser Teatru Wybrzeże w Gdańsku. W latach 1969–1989 był reżyserem w Teatrze Narodowym w Warszawie. Gościnnie reżyserował także w innych teatrach Warszawy, Krakowa, Poznania i Wrocławia. Jego ostatnim wyreżyserowanym spektaklem był Ślub Witolda Gombrowicza w Teatrze Polskim w Warszawie w 1991. Występował w słuchowiskach radiowych oraz współpracował z dubbingiem.
Był mężem aktorki Bohdany Majdy, ojcem scenarzysty filmowego Marcelego Minca (ur. 1954).
Zmarł w Warszawie, pochowany na cmentarzu Wojskowym na Powązkach (kwatera A II-8-10).

## Ordery i odznaczenia
- Krzyż Kawalerski Orderu Odrodzenia Polski (1977)
- Złoty Krzyż Zasługi (11 lipca 1955)[5]
- Srebrny Krzyż Zasługi (22 lipca 1952)[6]
- Medal 40-lecia Polski Ludowej (1986)
- Złota Odznaka Teatru Nowego w Łodzi (1964)

## Nagrody
- Nagroda Komitetu ds. Polskiego Radia i Telewizji za reżyserię spektaklu Pan Puntilla i jego sługa Matti Bertolta Brechta (1964)
- Nagroda za realizację Czerwonej magii Michela de Ghelderode’a w Teatrze Nowym w Łodzi na 4. Kaliskich Spotkaniach Teatralnych (1964)
- Medal Stolema przyznawany przez Klub Pomorania – Zrzeszenie Kaszubsko-Pomorskie za wybitne osiągnięcia w dziedzinie pomnażania dorobku kulturalnego Pomorza (1969)
- Order Stańczyka za osiągnięcia w Teatrze Telewizji w Gdańsku, a w szczególności za reżyserię Panny Julii Augusta Strindberga (1969)
- Nagroda za reżyserię Tragedii o bogaczu i łazarzu wg Anonima Gdańskiego oraz Ostatniego dobranoc Armstronga Johna Ardena, przedstawień Teatru Wybrzeże w Gdańsku, a także specjalne wyróżnienie za opracowanie dramaturgiczne Tragedii o bogaczu i łazarzu na 11. Festiwalu Teatrów Polski Północnej (1969)
- Nagroda I stopnia za reżyserię Kartoteki Tadeusza Różewicza w Teatrze Narodowym na 15. Festiwalu Polskich Sztuk Współczesnych we Wrocławiu (1974)
- Nagroda za reżyserię Kartoteki Tadeusza Różewicza w Teatrze Polskim we Wrocławiu na 17. Kaliskich Spotkaniach Teatralnych (1977)
- Nagroda za reżyserię Koczowiska Tomasza Łubieńskiego w Teatrze Polskim we Wrocławiu na 22. Festiwalu Polskich Sztuk Współczesnych we Wrocławiu (1980)

Źródło: Culture.pl.